# Barbara Eder (Regisseurin)

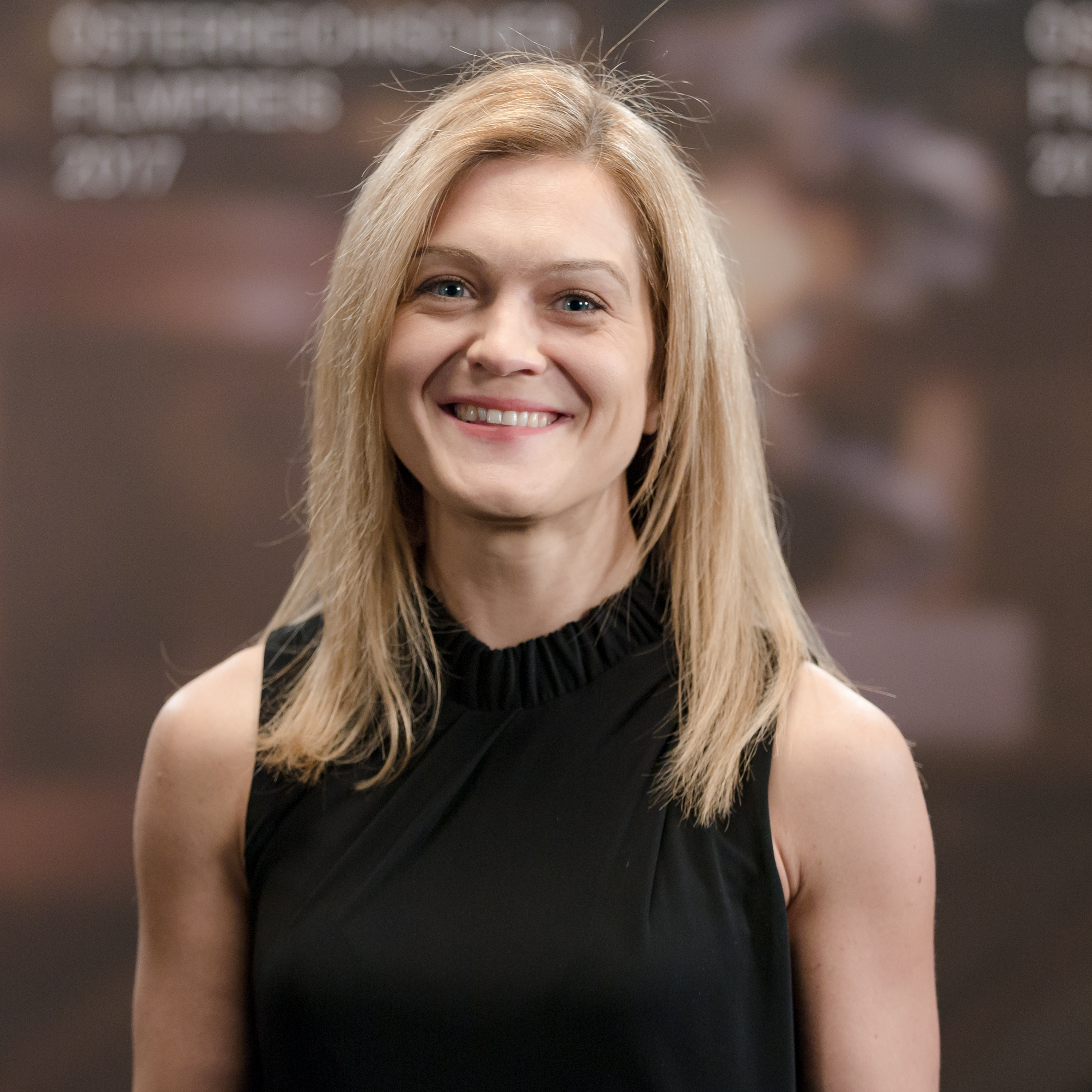
Barbara Eder (2017)

Barbara Eder (* 1976 in Eisenstadt) ist eine österreichische Film- und Fernsehregisseurin und Drehbuchautorin.

## Leben
Barbara Eder wuchs in Leithaprodersdorf und Seibersdorf auf und besuchte das Theresianum Eisenstadt. 1994/95 machte sie einen Highschoolabschluss in Texas, USA. 1995/96 studierte sie Englisch und Publizistik an der Universität Wien. Von 1998 bis 2008 absolvierte sie an der Filmakademie der Universität für Musik und darstellende Kunst Wien ein Regiestudium.
Seit 2002 ist sie als freischaffende Regisseurin und Autorin tätig. 2006 gestaltete sie für den ORF ein Porträt über Harald Serafin, in dem sie ihn auf einer Kreuzfahrt begleitete. Ihr erster langer Spielfilm Inside America, bei dem sie für Regie und Drehbuch verantwortlich zeichnete, wurde 2011 beim Filmfestival Max Ophüls Preis mit dem Sonderpreis der Jury ausgezeichnet.
2016 drehte sie für den ORF neben der Tatort-Folge Virus den ersten CopStories-Spielfilm. 2017 setzte sie mit Her mit der Marie! ihre zweite Tatort-Folge in Szene. 2018 drehte sie für ZDF und Sveriges Television den Spionage-Sechsteiler West of Liberty. Für Netflix dreht sie 2019 die erste Staffel der Serie Barbaren um die Schlacht im Teutoburger Wald. Für das ZDF inszenierte sie vier von acht Folgen der 2023 veröffentlichten Serie Der Schwarm, basierend auf dem gleichnamigen Roman von Frank Schätzing, sowie die Serie Concordia – Tödliche Utopie (2024) mit Christiane Paul und Nanna Blondell.
Barbara Eder ist Mitglied in der Akademie des Österreichischen Films, im Verband Filmregie Österreich und der Austrian Directors Association.

## Filmografie (Auswahl)
- 2004: Tod, Teufel und Kommerz (Kurzfilm)
- 2006: Wunderbar! – Harald Serafin auf Hoher See
- 2006: Himmel, Hölle, Rosenkranz
- 2008–2009: Wir sind Kaiser (Regie, sieben Episoden)
- 2010: Inside America (Regie und Drehbuch)
- 2013–2019: CopStories (Regie, Fernsehserie, 14 Episoden)
- 2013: Blick in den Abgrund (Regie und Drehbuch, Kinodokumentation)
- 2015: Landkrimi – Kreuz des Südens (Regie und Drehbuch)
- 2015: Thank You for Bombing (Regie und Drehbuch)
- 2017: Tatort: Virus (Regie)
- 2018: Tatort: Her mit der Marie! (Regie)
- 2019: Wiener Blut (Regie)
- 2019: West of Liberty (Regie)
- 2020: Barbaren (Regie, Fernsehserie)
- 2023: Der Schwarm (Regie, Fernsehserie)
- 2024: Concordia – Tödliche Utopie (Regie, Fernsehserie)
- 2025: Das zweite Attentat (Regie, Fernsehserie)

## Auszeichnungen und Nominierungen (Auswahl)
- 2011: Filmfestival Max Ophüls Preis – Sonderpreis der Jury für Inside America
- 2012: Österreichischer Filmpreis 2012 – Nominierung in der Kategorie Bester Spielfilm für Inside America
- 2014: Romyverleihung 2014 – Auszeichnung in der Kategorie Beste Dokumentation Kino für Blick in den Abgrund
- 2015: Zurich Film Festival – Golden Eye für Thank You for Bombing (Bester Spielfilm)
- 2016: Romyverleihung 2016 – Nominierung in der Kategorie Beste Regie TV-Film für Landkrimi: Kreuz des Südens
- 2016: Filmkunstfest Mecklenburg-Vorpommern – Hauptpreis Der Fliegende Ochse und Preis der Jury der deutschsprachigen Filmkritik in der FIPRESCI für Thank You for Bombing[12]
- 2016: Wiener Filmpreis im Rahmen der Viennale für Thank You for Bombing[13]
- 2017: Österreichischer Filmpreis 2017 – Auszeichnung in den Kategorien Bester Spielfilm (Tommy Pridnig und Peter Wirthensohn), Beste Regie und Bestes Drehbuch (gemeinsam mit Tommy Pridnig) für Thank You for Bombing[14]
- 2019: Romyverleihung 2019 – Auszeichnung in der Kategorie Beste Regie TV-Fiction für Tatort: Her mit der Marie![15][16]
- 2020: Fernsehpreis der Österreichischen Erwachsenenbildung – Nominierung in der Kategorie Fernsehfilm für Wiener Blut[17]
- 2021: Romyverleihung 2021 – Nominierung in der Kategorie Beste Produktion für Barbaren[18]